# Cefaclor
Cefaclor es una cefalosporina de 2º generación utilizada en el tratamiento de diferentes infecciones provocadas por bacterias como infecciones de oído, pulmón, piel y urinarias.

## Indicaciones
Cefaclor pertenece a la familia de antibióticos conocidos como cefalosporinas. Son antibióticos de amplio espectro que se han utilizado para el tratamiento de sepsis, neumonía, meningitis, vías biliares, peritonitis, y vías urinarias.

## Farmacocinética
Buena absorción por vía oral, aunque inferior a la alcanzada por cefradina  o cefalexina. Se alcanzan concentraciones plasmáticas máximas  tras media a una hora desde la toma (250 mg, 500 mg y 1 gramo),  de 7, 13 y 23 µg/ml. La presencia de alimentos retrasa la absorción del antibiótico, aunque no de la cantidad total.
Buena distribución por  todo  el organismo, se detecta en baja concentración en leche materna y atraviesa la barrera placentaria. En líquido cefalorraquídeo (LCR) penetra < 10 %, excepto si hay inflamación de meninges (se prefiere la cefotaxima que es la de mayor biodisponibilidad cerebral, e indicada en caso de meningitis u otras infecciones bacterianas del sistema nervioso central. En bilis penetra el 60 %. Por orina se elimina el 85% de forma inalterada en las primeras 8 horas.; el probenecid puede retrasar la eliminación. Penetración en secreciones bronquiales baja. 
Cefaclor es activo contra numerosas bacterias  Gram positivas y Gram negativas.

## Dosis y posología
De 0,5 a 1 g cada 6 a 8 horas. En caso de disfunción renal:
| Función renal             | Dosificación        |
| ------------------------- | ------------------- |
| Filtrado Glomerular > 50  | Sin cambios         |
| Filtrado Glomerular 30-50 | Sin cambios         |
| Filtrado Glomerular 10-30 | Sin cambios         |
| Filtrado Glomerular < 10  | 0,5 g cada 12 horas |
| Hemodiálisis              | 33 % dosis          |
| Diálisis Peritoneal       | < 5 %               |

## Efectos adversos y precauciones
- Incluyen sensibilización conocida a antibióticos betalactámicos, como penicilinas. Debe evitarse en pacientes con historia de hipersensibilidad inmediata. Hasta el 10 % de los pacientes con hipersensibilidad a penicilina, también pueden ser alérgicos a cefalosporinas, aunque depende de la generación de la cefalosporina. Las reacciones alérgicas pueden presentarse en forma de erupción cutánea (rash), picores (prurito), ronchas (urticaria)y anafilaxia. Provoca una reacción semejante a la enfermedad del suero (fiebre, artralgias, eritema multiforme, sin adenopatías, proteinuria ni inmunocomplejos circulantes[4]) hasta en el 0,1-0,5 % de los pacientes (es el antibacteriano oral que lo provoca con más frecuencia), especialmente en niños.[5] En Japón la incidencia es elevada.[6] Parece deberse a suceptibilidad genética y biotransformación del fármaco.
- Deterioro de la función renal (no precisa a juste de dosis aunque lo recomienda el fabricante); durante el  embarazo y la lactancia; provoca falsos positivos en la determinación de glucosa urinaria y falsos positivos en el test de Coombs.
- Alteraciones gastrointestinales: náuseas o vómitos, diarrea, discomfort abdominal, aumento de enzimas hepáticas en sangre pudiendo llegar a hepatitis tóxica transitoria, ictericia por colestasis tóxica.
- Dolor de cabeza.
- Síndrome de Stevens-Johnson.
- Hematológicos: aumento de los eosinófilos (eosinofilia); disminución de plaquetas (trombopenia), de leucocitos (leucopenia) o agranulocitosis, anemia aplásica y anemia hemolítica.

Cefaclor está contraindicado en caso de hipersensibilidad (alergia) a cefalosporinas.

## Interacciones

### Anticoagulantes
Con warfarina ha habido casos aislados de alargamiento de tiempo de protrombina, aunque no se conoce el mecanismo, se ha postulado se deba a la hipoprotrombinemia que provocan otras cefalosporinas mediadas por vitamina K (cefamanadol).

## Acción antimicrobiana
Bactericida, con espectro similar a cefalexina aunque más activo frente a gram negativos (Escherichia coli, Klebsiella pneumoniae, Neisseria gonorrhoeae, Proteus mirabilis.